# Artista del Pueblo de la URSS
Artista del Pueblo de la URSS (en ruso: Народный артист СССР, Narodni Artist SSSR) era una condecoración soviética concedida a partir de 1936 a los artistas escénicos más relevantes en el terreno teatral, cinematográfico, musical, del circo, de la radio y de la televisión. Fue aprobada mediante una Resolución del Comité Ejecutivo Central de la Unión Soviética el 13 de enero de 1937. 
Era el título más alto del país en el campo de la música y las artes escénicas. Solo podía ser concedida por el Presídium del Sóviet Supremo de la Unión Soviética, y su atribución era hecha en representación del Ministerio de Cultura de la Unión Soviética, el Comité Estatal de Cinematografía de la Unión Soviética, el Comité Estatal de Televisión y Radio de la Unión Soviética, la Junta Directiva de los Sindicatos de Fotógrafos y Compositores de la Unión Soviética. A los llamados Artistas del Pueblo de la URSS se les concedía el diploma de la Presidencia del Soviet Supremo, así como la insignia y el certificado correspondiente. A diferencia de Artista Honorario, la condecoración Artista del Pueblo fue considerado un grado mayor de consideración en el campo de la música y otras artes escénicas.
Se lleva en la derecha del pecho, por encima del resto de títulos y órdenes, al lado de la condecoración de Héroe de la Unión Soviética.
Cada una de las repúblicas soviéticas tenía un título propio, por debajo del título de Artista del pueblo de la Unión Soviética (por ejemplo: Artista del Pueblo de la RSS de Ucrania, Artista del Pueblo de la RSFS de Rusia, etc.).

## Historia

### Artistas del pueblo de la República
En 1919 el gobierno de la República Socialista Federativa Soviética de Rusia decidió crear el título Artista del Pueblo de la República (Народный артист Республики, Narodni artist Respúbliki). Este fue concedido hasta 1936 y cabe destacar entre los honrados con este premio al compositor Aleksandr Glazunov, la actriz María Termólova y a los cantantes Fiódor Chaliapin y Leonid Sóbinov.

### Artistas del pueblo de la Unión Soviética
El título fue otorgado en 1 006 ocasiones. Los primeros en ser honrados con él fueron, el 6 de septiembre de 1936:
- Konstantín Stanislavski (teatro)
- Vladímir Nemiróvich-Dánchenko (teatro)
- Vasili Kachálov (teatro)
- Iván Moskvín (teatro)
- Yekaterina Korgáchina-Aleksandróvskaya (teatro)
- María Blumenthal-Tamárina (teatro)
- Antonina Nezhdánova (ópera)
- Borís Shukin (cine)
- María Litvinenko-Wohlgemuth (ópera)
- Panás Saksaganski (teatro)
- Akaki Vasadze (teatro)
- Akaki Jorava (teatro/cine)
- Kuliash Baseítova (ópera)
- Eduard Jil (cantante)

Y los últimos fueron concedidos en diciembre de 1991:
- Sofia Pisliávskaya (teatro/cine)
- Oleg Yankovski (teatro/cine)
- Alla Pugachova (música)

Se puede destacar entre otros condecorados a la actriz de cine Liubov Orlova, los compositores Arno Babajanián y Dmitri Shostakóvich, los violinistas Anahit Tsitsikián y David Óistraj, el cantante Leonid Utiósov, el comediante Arkadi Raikin o el payaso Oleg Popov. Otros receptores del premio fueron la bailarina Nadezhda Pávlova, la bailarina tradicional judía de Bujara de Tayikistán Malika Kalontarova, el cantante uzbeko Batyr Zakírov, el cantante azerí Muslim Magomáyev, el locutor de radio Yuri Levitán, el actor Serguéi Bondarchuk, la actriz Lyudmila Chursina, la actriz de cine y teatro Kira Golovko y la cantante Sofía Rotaru.